# Zagrebulje
Zagrebulje su bile ciklus podlistaka koje je hrvatski književnik August Šenoa objavio u Pozoru i Viencu.
August Šenoa mnogo je pisao za novine i časopise: izvještavao je iz Praga još kao student, godinama radio u redakcijama, surađivao s Pozorom, Leptirom, časopisom Naše gore list, uređivao Glasonošu, Slawische Blätter, sedam godina (1874. – 1881.) bio urednik Vienca, u to doba najutjecajnijeg hrvatskog književnog časopisa, a kritike, članke i feljtone (podlistke) nastavio je pisati i kada je prestao raditi kao profesionalni novinar. U razdoblju od četrnaest godina, ali uz veliku, desetogodišnju pauzu, Šenoa je objavljivao svoj ciklus feljtona s naslovom Zagrebulje, najpopularniji i najvredniji dio njegovog feljtonističkog opusa. Prve dvije serije Zagrebulja izašle su u Pozoru 1866. i 1867. godine, a potpisao ih je pseudonimom »Petrica Kerempuh«. Uslijedila je velika pauza: nove feljtone s istim naslovom objavljuje u Viencu tek 1877. godine, pa zatim 1879. i 1880. godine.
U ponekad sentimentalnim, češće oštrim i moralizatorskim, satiričkim, ali najčešće duhovitim i zabavnim tekstovima dotiče se najširih tema: društvenog i kulturnog života (osobito kazališnog) voljenog glavnog grada, ali i cijele Hrvatske, kao i aktualnih političkih tema. »Kao feljtonist nadmašio ga je u hrvatskoj književnosti samo Matoš.« (Šime Vučetić)
Kritizirao je odnarođivanje, uporabu njemačkoga jezika, mađarone, malograđanski mentalitet, licemjere, konformizam, karijerizam; napadao je i ismijavao svoje političke protivnike (kompromisima sklone »samostalce« koje kritizira iz perspektive Strossmayerovih »narodnjaka«), pisao o svakidašnjici i komunalnim problemima grada koji se tada ubrzano razvija. Izuzetno je polemičan i kritičan po pitanju tadašnjeg kazališnog repertoara, o čemu piše u nekoliko feljtona – protivi se tada dominantnoj pučkoj i banalnoj njemačkoj komediji, a zagovara suvremene realističke drame i europske klasike, oko čega je osobito žestoko, ne samo u Zagrebuljama, polemizirao s tadašnjim upraviteljem kazališta Dimitrijom Demetrom.
Godine 1867. bio je Pozorov izvjestitelj iz Sabora, pa u Zagrebuljama iz te burne »nagodbene« godine piše i o parlamentarnom životu. Zadnje Zagrebulje, one iz 1880. godine, obilježio je razorni potres. Šokirani Šenoa je kao gradski senator aktivno uključen u pomaganje stradalima i procjenu šteta, zbog čega je boraveći često na otvorenom te zime dobio upalu pluća, od koje je umro sljedeće 1881. godine.
Zagrebuljama je Šenoa začetnik hrvatske feljtonistike i preteča generacija autora podlistaka koji će ga oponašati i slijediti (Jorgovanić, Matoš, Nikola Polić, Marija Jurić Zagorka, Veselko Tenžera, Vjekoslav Majer...)

## Vanjske poveznice
- Zagrebulje I - V, 1866. – 1880.